# Back to You (canción de Selena Gomez)
«Back to You» es una canción interpretada por la cantante estadounidense Selena Gomez. Fue escrita por Gomez, Dherbecourt, Diederik Van Elsas, Parrish Warrington, Amy Rose Allen y Micah Premnath, con la producción manejada por Trackside y Ian Kirkparick. Fue lanzada por Interscope Records el 10 de mayo de 2018 como el primer sencillo de la banda sonora de la segunda temporada de la serie original de Netflix 13 Reasons Why (2017), una adaptación del libro homónimo.

## Antecedentes
Antes de su anuncio oficial, la canción se registró en ASCAP y fue objeto de burlas por varias estaciones de radio de los Estados Unidos, como 104.7 KISS FM. Gomez finalmente confirmó el lanzamiento a través de las redes sociales el 1 de mayo, así como su inclusión en la banda sonora de la segunda temporada de la serie de Netflix 13 Reasons Why, en la que es productora ejecutiva. La canción se estrenó el 10 de mayo en el programa de radio Apple Music de Zane Lowe, Beats 1, como el «World Record» del día de lanzamiento. También fue entrevistada por Lowe y confirmó que su tercer álbum de estudio se estaba terminando.
La revista Rolling Stone le dio el nombre de "Canción del verano" nombrando también a Selena como la "Reina del Verano 2018" 

## Composición
La canción fue escrita por Gomez, Dherbecourt, Diederik Van Elsas, Parrish Warrington, Amy Rose Allen y Miqueas Premnath. La producción fue manejada por Trackside e Ian Kirkpatrick, el último también trabajó en el anterior sencillo de Gomez, «Bad Liar». La canción ha sido descrita como un midtempo acústico emocional, "cargado de guitarra", " country -hued" dance-pop y electropop balada. Gomez dijo sobre la canción que era una «grabación muy especial» y que quería que fuera «un hermoso mensaje de una manera realmente complicada pero realmente divertida».

## Video musical
El 10 de mayo de 2018 se lanzó un video de la letra en YouTube con escenas de la segunda temporada de 13 Reasons Why y un video vertical exclusivo de Spotify que incluía imágenes del detrás de escenas del video musical oficial.

## Formatos y lista de canciones
- Descarga digital

| Mundial |               |          |  |
| N.º     | Título        | Duración |  |
| 1.      | «Back to You» | 3:30     |  |

| Anki Remix |                            |          |  |
| N.º        | Título                     | Duración |  |
| 1.         | «Back to You» (Anki Remix) | 4:16     |  |

| Riton & Kah-Lo Remix |                                      |          |  |
| N.º                  | Título                               | Duración |  |
| 1.                   | «Back to You» (Riton & Kah-Lo Remix) | 2:59     |  |

| Joey Pecoraro Remix |                                     |          |  |
| N.º                 | Título                              | Duración |  |
| 1.                  | «Back to You» (Joey Pecoraro Remix) | 3:48     |  |

## Posicionamiento en listas
| Listas (2018)                               | Mejor posición |
| ------------------------------------------- | -------------- |
| Alemania (Media Control AG)                 | 30             |
| Australia (ARIA)                            | 7              |
| Austria (Ö3 Austria Top 40)                 | 18             |
| Bélgica (Flandes) (Ultratop 50)             | 25             |
| Bélgica (Valonia) (Ultratip Bubbling Under) | 1              |
| Canadá (Canadian Hot 100)                   | 4              |
| Canadá (Billboard CHR/Top 40)               | 14             |
| Canadá (Billboard Hot AC)                   | 15             |
| Dinamarca (Tracklisten)                     | 15             |
| Escocia (Scottish Singles Sales Chart)      | 17             |
| Eslovaquia (Singles Digital Top 100)        | 2              |
| España (PROMUSICAE)                         | 69             |
| Estados Unidos (Billboard Hot 100)          | 18             |
| Estados Unidos (Mainstream Top 40)          | 5              |
| Finlandia (OFC)                             | 15             |
| Francia (SNEP)                              | 52             |
| Grecia IFPI International Digital           | 8              |
| Hungría Singles Top 40                      | 22             |
| Hungría Stream Top 40                       | 3              |
| Irlanda (IRMA)                              | 6              |
| Italia (FIMI)                               | 64             |
| Malasia (RIM)                               | 5              |
| México (Monitor Latino Anglo)               | 16             |
| Países Bajos (Dutch Top 40)                 | 10             |
| Países Bajos (Mega Single Top 100)          | 9              |
| Nueva Zelanda (Recorded Music NZ)           | 16             |
| Noruega (VG-lista)                          | 12             |
| Polonia (Polish Airplay Top 100)            | 16             |
| Portugal (AFP)                              | 8              |
| Reino Unido (UK Singles Chart)              | 23             |
| República Checa (Singles Digitál Top 100)   | 3              |
| República Dominicana Anglo (Monitor Latino) | 12             |
| Suecia (Sverigetopplistan)                  | 23             |
| Suiza (Schweizer Hitparade)                 | 24             |

## Certificaciones
| País                                                        | Organismo certificador | Certificación | Ventas certificadas | Ref.   |
| ----------------------------------------------------------- | ---------------------- | ------------- | ------------------- | ------ |
| Australia                                                   | ARIA                   | Platino       | 70 000              | [ 47 ] |
| Bélgica                                                     | BEA                    | Oro           | 20 000              | [ 48 ] |
| Estados Unidos                                              | RIAA                   | Platino       | 1 000               | [ 49 ] |
| México                                                      | AMPROFON               | Platino       | 60,000              | [ 50 ] |
| Nueva Zelanda                                               | Recorded Music NZ      | Oro           | 15 000              | [ 51 ] |
| Reino Unido                                                 | BPI                    | Oro           | 400 000             | [ 52 ] |
| (*) significa que la certificación puede incluir streaming' |                        |               |                     |        |

## Historial de lanzamiento
| País           | Fecha              | Formato                      | Discográfica | Ref.   |
| -------------- | ------------------ | ---------------------------- | ------------ | ------ |
| Mundo          | 10 de mayo de 2018 | Descarga digital             | Interscope   | [ 12 ] |
| Estados Unidos | 15 de mayo de 2018 | Radio de éxito contemporáneo | Interscope   | [ 53 ] |